# M. C. Gainey

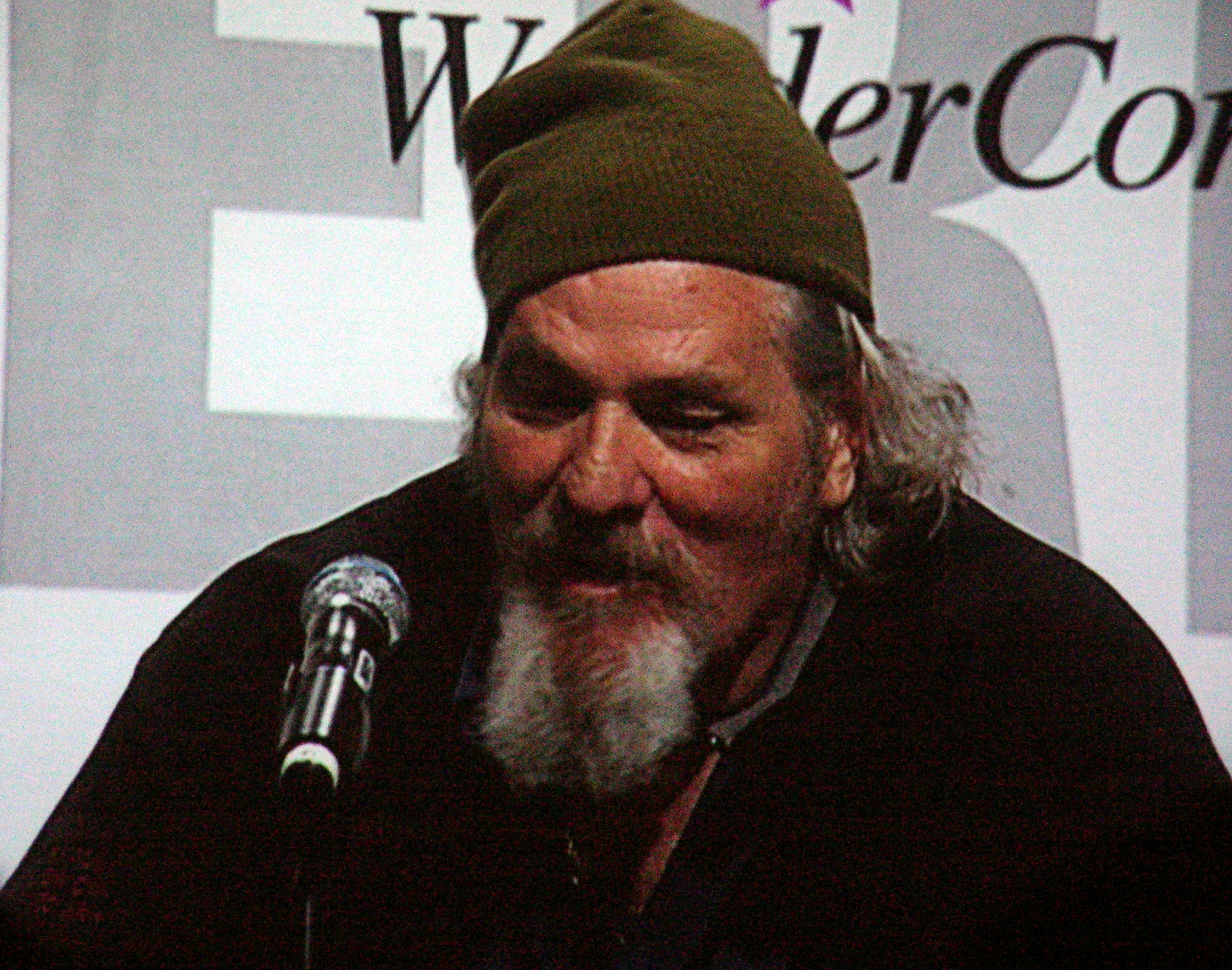
M. C. Gainey (2010)

Mike Connor Gainey (* 18. Januar 1948 in Jackson, Mississippi) ist ein US-amerikanischer Film- und Fernsehschauspieler. Als Charakterdarsteller wird er wegen seines in vielen Rollen getragenen Schnurrbartes, seiner 1,90 m hohen Statur und einer bedrohlich wirkenden Mimik oft als Krimineller besetzt.

## Leben und Karriere
Seit den frühen 1980er-Jahren hatte Gainey über 50 Auftritte in Kino und Fernsehen, so etwa in den Actionfilmen Breakdown, Con Air (beide 1997), Terminator 3 (2003), der Komödie Sideways (2004), Ein Duke kommt selten allein (2005) und in der Fernsehserie Desperate Housewives (2006). 1990 war er einer der Hauptdarsteller der kurzlebigen Serie Against the Law und drei Jahre später spielte er die Rolle des Gangsters Big Smith in der Western-Serie Die Abenteuer des Brisco County jr..
Seit 2005 gehörte er zur Darstellerriege der Erfolgsserie Lost, in der er ein Mitglied der Anderen verkörperte. 2006 spielte Gainey den „Wizard“ in dem Streifen Apocalypse Oz, einer surrealen Mixtur aus den Filmen Der Zauberer von Oz und Apocalypse Now. 2007 war er unter anderem in der Komödie Born to be Wild – Saumäßig unterwegs mit John Travolta zu sehen.
M. C. Gainey ist seit 2002 mit Kim Gainey verheiratet.

## Filmografie (Auswahl)

### Filme
- 1979: Flucht in die Zukunft (Time After Time)
- 1981: Tanz in den Wolken (Pennies from Heaven)
- 1982: Frances
- 1985: Rape – Die Vergewaltigung des Richard Beck (The Rape of Richard Beck, Fernsehfilm)
- 1989: Von Bullen aufs Kreuz gelegt (An Innocent Man)
- 1992: Der Schein-Heilige
- 1992: Mighty Ducks – Das Superteam (The Mighty Ducks)
- 1993: Geronimo – Eine Legende (Geronimo: An American Legend)
- 1996: Baby Business (Citizen Ruth)
- 1996: Secret Agent Club (The Secret Agent Club)
- 1996: The Fan
- 1997: Breakdown
- 1997: Con Air
- 1999: Happy, Texas
- 1999: Das Geisterschloss (The Haunting)
- 2002: Highway
- 2003: The Cooler – Alles auf Liebe (The Cooler)
- 2003: Terminator 3 – Rebellion der Maschinen (Terminator 3: Rise of the Machines)
- 2003: Wonderland
- 2004: Club Mad
- 2004: Sideways
- 2005: Sind wir schon da? (Are We There Yet?)
- 2005: Ein Duke kommt selten allein (The Dukes of Hazzard)
- 2006: Apocalypse Oz (Kurzfilm)
- 2006: Bierfest (Beerfest)
- 2006: The TV Set
- 2007: Born to be Wild – Saumäßig unterwegs (Wild Hogs)
- 2007: Kill Bobby Z (The Death and Life of Bobby Z)
- 2009: Verrückt nach Steve (All About Steve)
- 2010: Love Ranch
- 2010: Rapunzel – Neu verföhnt (Tangled)
- 2012: The Babymakers
- 2012: Ghostquake: Haunted High School (Haunted High)
- 2012: Stolen
- 2012: Django Unchained
- 2013: Unforgiven – Das Todesurteil der Toni Jo Henry (The Pardon)
- 2015: The Week
- 2016: Greater
- 2020: Emperor

### Fernsehserien
- 1982: Happy Days (Folge 9x17)
- 1982: Ein Duke kommt selten allein (The Dukes of Hazzard, Folge 4x23)
- 1983: T.J. Hooker (Folge 2x13)
- 1983: Das A-Team (The A-Team, Folge 1x13)
- 1983–1988: Simon & Simon (3 Folgen)
- 1984: Das fliegende Auge (Blue Thunder, Folge 1x03)
- 1984: Hart aber herzlich (Hart to Hart, Folge 5x18)
- 1984: Computer Kids (Whiz Kids, Folge 1x15)
- 1985: Street Hawk (Folge 1x11)
- 1986: Cheers (Folge 4x14)
- 1982–1986: Knight Rider (2 Folgen)
- 1988–1991: Mann muss nicht sein (Designing Women, 3 Folgen)
- 1989: Major Dad (Folge 1x02)
- 1989: 7 für die Gerechtigkeit (The Young Riders, Folge 1x07)
- 1990: Doctor Doctor (Folge 2x09)
- 1990: Hunter (Folge 6x22)
- 1990–1991 Against the Law
- 1991: Matlock (2 Folgen)
- 1991: Der Polizeichef (The Commish, Folge 1x04)
- 1991: L.A. Law – Staranwälte, Tricks, Prozesse (L.A. Law, Folge 6x05)
- 1992: Harrys wundersames Strafgericht (Night Court, Folge 9x12)
- 1992: Raven (Folge 1x01)
- 1993–2000: Walker, Texas Ranger (2 Folgen)
- 1993: Der Prinz von Bel-Air (The Fresh Prince of Bel-Air, Folge 3x15)
- 1993: Die Abenteuer des Brisco County jr. (The Adventures of Brisco County, Jr., 2 Folgen)
- 1993: Küß’ mich, John (Hearts Afire, Folge 2x07)
- 1994: Renegade – Gnadenlose Jagd (Renegade, Folge 2x17)
- 1994: Ein Hauch von Himmel (Touched By An Angel, Folge 1x06)
- 1996: Palm Beach-Duo (Silk Stalkings, Folge 5x15)
- 1997: Nash Bridges (Folge 3x02)
- 1998: Pretender (Folge 2x14)
- 1999: Die glorreichen Sieben (The Magnificent Seven, Folge 2x01)
- 1999: Pensacola – Flügel aus Stahl (Pensacola: Wings of Gold, Folge 2x18)
- 2001: Akte X – Die unheimlichen Fälle des FBI (The X-Files, Folge 8x18)
- 2002: Zeit der Sehnsucht (Days of Our Lives, 5 Episoden)
- 2003: CSI: Den Tätern auf der Spur (CSI: Crime Scene Investigation, Folge 4x03)
- 2005–2008: Lost (18 Episoden)
- 2005: Criminal Minds (Folge 1x09)
- 2006: Desperate Housewives (Folge 2x20)
- 2008: Bones – Die Knochenjägerin (Bones, Folge 3x10)
- 2008: Schatten der Leidenschaft (The Young and the Restless, 2 Folgen)
- 2008: Cold Case – Kein Opfer ist je vergessen (Cold Case, Folge 6x01)
- 2009: Burn Notice (Folge 2x12)
- 2009: Life (Folge 2x15)
- 2009: Emergency Room – Die Notaufnahme (ER, Folge 15x20)
- 2010: Happy Town (6 Folgen)
- 2010: Human Target (Folge 2x02)
- 2010–2011: Justified (6 Folgen)
- 2010, 2013, 2015: The Mentalist (3 Folgen)
- 2011: Enlightened – Erleuchtung mit Hindernissen (Enlightened, Folge 1x04)
- 2012: The Finder (Folge 1x07)
- 2013: Glee (Folge 5x08)
- 2014: Revolution (2 Folgen)
- 2014–2015: Kingdom (6 Folgen)
- 2014: The Walking Dead (Folge 5x04)
- 2015: Das Leben und Riley (Girl Meets World, Folgen 2x20–21)
- 2016: American Gothic (Folge 1x09)
- 2018: Riverdale (Folge 2x12)
- 2018: Die Conners (Folge 1x04)
- 2019: The Passage (1 Folge)
- 2019: Bosch: Legacy (5 Folgen)
- 2020: A Teacher (3 Folgen)